# Murat Toptani
Murat Toptani vagy Murad Toptani (Akko, 1866 – Tirana, 1918. február) albán politikai aktivista, szobrász, festő, költő. Az albán nemzeti mozgalom jeles alakja volt, az albán nép önrendelkezéséért, az albán nyelvű oktatásért harcolt, élete jelentős részében az oszmán hatóságok internáltjaként élt. Toptani személyében tisztelik a modern albán szobrászat atyját, első jeles képviselőjét, aki az 1890-es évek végétől hazafias verseivel is felhívta magára a figyelmet.

## Életútja
Seit Toptani és a cserkesz származású Hanife fiaként született 1866-ban a szíriai Akkóban (ma Izrael). Az albánok nemzeti mozgalmában aktív apját internálták korábban a településre, aki ott megismerkedett leendő feleségével és családot alapított. Murat fiatalabb fivére Refik, három leánytestvére pedig Vesime, Behixhe és Naxhie voltak. Toptani 1877-től Konstantinápolyban végezte középiskolai tanulmányait, ez idő tájt megismerhette apja barátait, az albánok önrendelkezési jogáért küzdő Prizreni Liga vezetőit. Különösen Naim Frashëri, az albánok nemzeti költője volt rá nagy hatással.
Toptani 1881-ben életében először hazatért a család albániai otthonába, és 1884-ig Tiranában élt. Ezt követően visszautazott Konstantinápolyba, és beiratkozott a Mektebi Szultani főiskolára. Tanulmányait végül 1894-ben fejezte be. Ezekben az években kiemelkedő tehetséget mutatott a nyelvek iránt, öt nyelven folyékonyan megtanult. 1894–1895-ben csaknem egy évet töltött a Kaukázusban, majd Konstantinápolyban 1895-ben feleségül vette Naim Frashëri nevelt leányát, és friss házasokként letelepedtek Tiranában. Frigyükből született Sait Toptani (1894–1947) politikus, 1931–1932-ben Albánia nemzetgazdasági minisztere. Toptani Tiranában belevetette magát a nemzeti mozgalomba. Elsősorban az oktatásügy, a műveltség fejlesztéséért szállt síkra, az emigráns albán körök által nyomtatott albán nyelvű ábécés- és tankönyveket terjesztette a lakosság körében. Az oszmán hatóságok 1897. október 28-án letartóztatták és börtönbe vetették, büntetését először a csanakkalei, majd a tripoli börtönben töltötte. Egy év elteltével megszökött, majd egy küzdelmes út végén 1898 júliusában megérkezett az olaszországi Brindisi kikötőjébe.
Olaszországban is kapcsolatban állt a helyi albán körökkel, egyúttal ekkor bontakoztatta ki először költői és szobrászi tehetségét is. 1898 szeptemberében hosszabban időzött Nápolyban, majd rövidebb olaszországi utazgatást követően Faik Konicával együtt 1898 októberében Bukarestbe utaztak. Ott részt vettek a helyi albánok politikai szervezeteinek 1898. november 13-ai gyűlésén, amely azzal a kéréssel fordult az oszmán kormányzathoz, hogy engedélyezze albán tannyelvű iskolák megnyitását. Ezt követően kisebb dalmáciai kitérő után – amelynek során a helyi albán közösségeket segítette iskolák és nyomdák szervezésében – 1899-ben visszatért Tiranába.
Toptani élete azonban nem sokáig folyt békés mederben. Egy nap, ahogy a városban egy oszmán hivatalnok egy adófizetésben elmaradt albán parasztot ütlegelt, Toptani beavatkozott és végül pisztolyával meglőtte az erőszakoskodó adószedőt. 1899-ben másodszor is letartóztatták, családját Csanakkaléba internálták, ő pedig a város börtönében megkezdte büntetése letöltését. Sógora, Mehmet Frashëri, a szaloniki adóhivatal igazgatójának közbelépésére hat hónap elteltével szabadon eresztették. Ezt követően apósa, Naim Frashëri konstantinápolyi otthonában éltek, de a birodalmi fővárosban Toptani továbbra is aktívan részt vett az albán körök munkájában. A hatóságok ekkor már szemmel tartották, és 1901-ben családjával együtt az anatóliai Konyába internálták. A következő hét évet ott töltötték, csak az ifjútörök forradalom 1908. júliusi győzelmét követően hagyhatták el internálásuk helyszínét. A közbeeső években Toptani művészi szenvedélyének élt, szobrászkodott, festett és rajzolt. 1908-ban Konstantinápolyon keresztül hazatértek Tiranába. Fivérével, Refik Toptanival, Hafiz Ibrahim Dalliuval és másokkal 1908 októberében Bashkimi (’Egység’) néven megalakították politikai körüket, amelynek székházául és találkozóhelyéül a Toptani-ház szolgált. Nem sokat kellett hát várni arra, hogy családjával együtt ismét Anatóliába internálják, ahonnan csak 1912 őszén térhettek haza.
1912. november 28-ától Tirana képviseletében – és unokatestvére, Abdi Toptani társaságában – maga is részt vett az Albánia függetlenségét kikiáltó vlorai nemzetgyűlésen. A függetlenségi nyilatkozat aláíróinak egyike volt, Eqrem Vlora tanúsága szerint a hivatalos aktust követően nagy hatású beszédet tartott. Toptani tagja lett a fiatal albán állam első törvényalkotó testületének, a Szenátusnak is. A közép-albániai felkelés idején – amely mögött unokatestvére, Esat Toptani állt –, 1914 tavaszán a lázadók felgyújtották tiranai otthonát, családjának menekülnie kellett. Először Olaszországba mentek, majd Bécsben telepedtek le. Belépett az Észak-Albániát megszálló Osztrák–Magyar Monarchia seregébe, de 1917-ben leszerelt, és hazatért Tiranába.
1918 februárjában lovaglás közben érte a halál ötvenkét éves korában, szívinfarktus végzett vele.

## Szobrászi
1898-ban Olaszországban próbálta ki magát először a szobrászatban. Egyik első műve a 15. századi törökverő albán fejedelem, Kasztrióta György, ismertebb nevén Szkander bég márványportréjának kifaragása volt. Ez lett egyúttal a modern albán szobrászat első mesterműve is. Több terrakottamásolatot készített belőle, és ezeket elküldte az itáliai albán társaságok számára. Az 1900-as években, konyai internálása idején alkotta meg Szkander bég lóháton (Skënderbeu në kalë) és A megkötözött Prométheusz (Prometeu i lidhur) című szobrait, valamint felesége márványbüsztjét. Az 1910-es években művészi érdeklődése a fa irányába fordult, mívesen faragott bútorokat és épületdíszeket alkotott, de festett is. Ebben az időszakban gondolta újra korábbi szobrait is, 1917-ben készült el második Szkander bég-büsztjével.

## Költői és publicisztikai munkássága
Két első verse – ahogy Shqipëria e shqiptarëve (’Az albánok Albániája’) című nagy hatású politikai publicisztikája – 1898-ban jelent meg az olaszországi arberesek La Nazione Albanese című folyóiratában. Ezt követően sorozatban jelentek meg hazaszeretettől fűtött, az albánok függetlenségi vágyát megéneklő költeményei. Összegyűjtött harminchat verse csak halála után, 1924-ben jelent meg kötetben, Midhat Frashëri előszavával.

## Emlékezete
Tiranában a nevét viseli a főváros egyik központi elhelyezkedésű sétálóutcája, valamint az annak végében épült bevásárlóközpont. 